# Glendale (motorfiets)
Glendale is een historisch motorfietsmerk.
De bedrijfsnaam was: Luke Atkinson & Son, Wooler, Northumberland.
Glendale was een van de vele kleine merken die inspeelden op de grote vraag naar goedkope motorfietsen in het Verenigd Koninkrijk na de Eerste Wereldoorlog. Vrijwel de hele Britse motorfietsindustrie had vier jaar stilgelegen of alleen oorlogsproductie gedraaid. Men kon ook goedkoop produceren door inbouwmotoren in te kopen, waarbij de 269cc-Villiers-tweetaktmotoren het populairst waren. Die gebruikten Atkinson & Son ook, maar men leverde ook modellen met 346cc-Blackburne-kopklepmotoren. De productie begon in 1921, maar door de grote concurrentie werd ze al in 1921 weer beëindigd.